# Carl Bovallius
Carl Bovallius o Carl Erik Alexander Bovallius (Bowallius) (1849-1907) fue un biólogo y arqueólogo, de origen sueco. Inició sus estudios universitarios en la ciudad de Upsala en 1868 y obtuvo su doctorado en 1875. Posteriormente, viaja a lo largo de las costas suecas y noruegas, realizando investigaciones científicas. Entre 1881 y 1883, realiza diversos estudios zoológicos y etnográficos en diferentes países de América Latina, regresando a esta región en 1890.

## Algunas publicaciones
- Om balanidernas utveckling. [Akad. avh. Uppsala.]. Estocolmo. 1875. Libris 2574950

- Mimonectes, a remarkable genus of Amphipoda Hyperiidea, 3 pls. Estocolmo: Looström & K. 1885. Libris 1621660

- Amphipoda Synopidea, 3 pls. Estocolmo: Looström & K. 1886. Libris 1621659

- Nicaraguan antiquities. Estocolmo: Norstedt. 1886. Libris 1608930

- Notes on pterygocera arenaria. slabber. Bihang till Kongl. Svenska vetenskaps-akademiens handlingar, 99-0444511-7 ; 4 :8. Estocolmo. 1878. Libris 1800323

- Vandringar i Talamanca. Estocolmo. 1884. Libris 1595948

- En resa i Talamanca-indianernas land. Upsala: Lundequistska bokh. 1885. Libris 1595947

- Resa i Central-Amerika 1881-1883. Estocolmo: C. E. Fritzes hofbokh. i distr. 1886-1887. Libris 1621662
  - 1886. Libris 1621663
  - 1887. Libris 1621664